# Shimadzu
Shimadzu Corporation (株式会社 岛 津 制作 所, Kabushiki-gaisha Shimazu Seisakusho) é uma fabricante japonesa de instrumentos de precisão, instrumentos de medição e equipamentos médicos, com sede em Kyoto, no Japão.
A empresa foi criada por Genzo Shimadzu (津 岛 源 蔵, Shimazu Genzo) em 1875. Aparelhos de raios-X, a câmera do espectro, o microscópio eletrônico, e no cromatógrafo a gás foram desenvolvidos e comercializados com antecedência de outras empresas japonesas. Em 2002, Koichi Tanaka, um funcionário de longa data, ganhou o Prêmio Nobel de Química pelo desenvolvimento de um método de análise por espectrometria de massa de macromoléculas biológicas. A empresa também desenvolveu uma câmera de vídeo de altíssima velocidade, HyperVision HPV-1, que é capaz de gravar em 1.000.000 FPS.